# 参加することに意義がある
参加することに意義がある（さんかすることにいぎがある）は、スポーツにおける概念。

## 概要
1908年ロンドンオリンピックでの綱引きの競技においてイギリス代表とアメリカ代表の試合が行われたのであるが、この際にイギリス代表は警察官が主なメンバーであり、靴の底に鋲を打った靴を使用していた。これに対してアメリカ代表は抗議をしたものの、審判はこの抗議を拒否したために、アメリカ代表はこれに不服として棄権をした。このようにしたアメリカ代表に対してエセルバート・タルボットが送った言葉が「参加することに意義がある」であった。それから後の時代にピエール・ド・クーベルタンは、参加することに意義があると述べたことに加えて、人生で重要なのは、成功することではなくて努力することである。大切なことは勝ったことではなくて、よく戦ったということですという言葉も添えた。
この言葉を、その場にいるだけで良いという形で用いるのは誤用である。弱くても参加するだけで良いという形で用いるのも誤用である。
1964年東京オリンピックの時代には、オリンピックとは参加することに意義があるという言葉がよく用いられていた。だがそれから約半世紀が経ってからの社会が成熟した時代では、オリンピックでは勝つことやメダルの数が重要であるという風潮になっている。
オリンピック野球に3大会連続出場した杉浦正則はこの参加することに意義があるに対しては、このようなことはあり得ないとして、勝たなければ意味が無いとしている。